# Eretmocerus siphonini
Eretmocerus siphonini är en stekelart som beskrevs av Gennaro Viggiani och Battaglia 1983. Eretmocerus siphonini ingår i släktet Eretmocerus och familjen växtlussteklar.
Artens utbredningsområde är:
- Egypten.
- Italien.

Inga underarter finns listade i Catalogue of Life.